# 呂秉彝
呂秉彝（1475年—1522年），字性之，號静軒，直隸真定府晋州（今河北晋州市）人，明朝政治人物。

## 生平
治《易經》，行一，由州學生中式丁卯科（1507年）順天府鄉試第二名舉人，年三十五歲中式正德三年（1508年）戊辰科會試第十名，第三甲第一百二十名進士。正德四年（1508年）任山東章丘縣知縣，曾修縣志。九年六月授山东道試御史，十四年巡按宣大，人称驄馬御史。

## 家族
曾祖吕兴。祖父吕祥。父吕瓒，听选监生。母赵氏。具庆下，弟秉直。